# 格拉特爾峰
47°24′54″N 11°56′52″E / 47.4149389°N 11.9476611°E

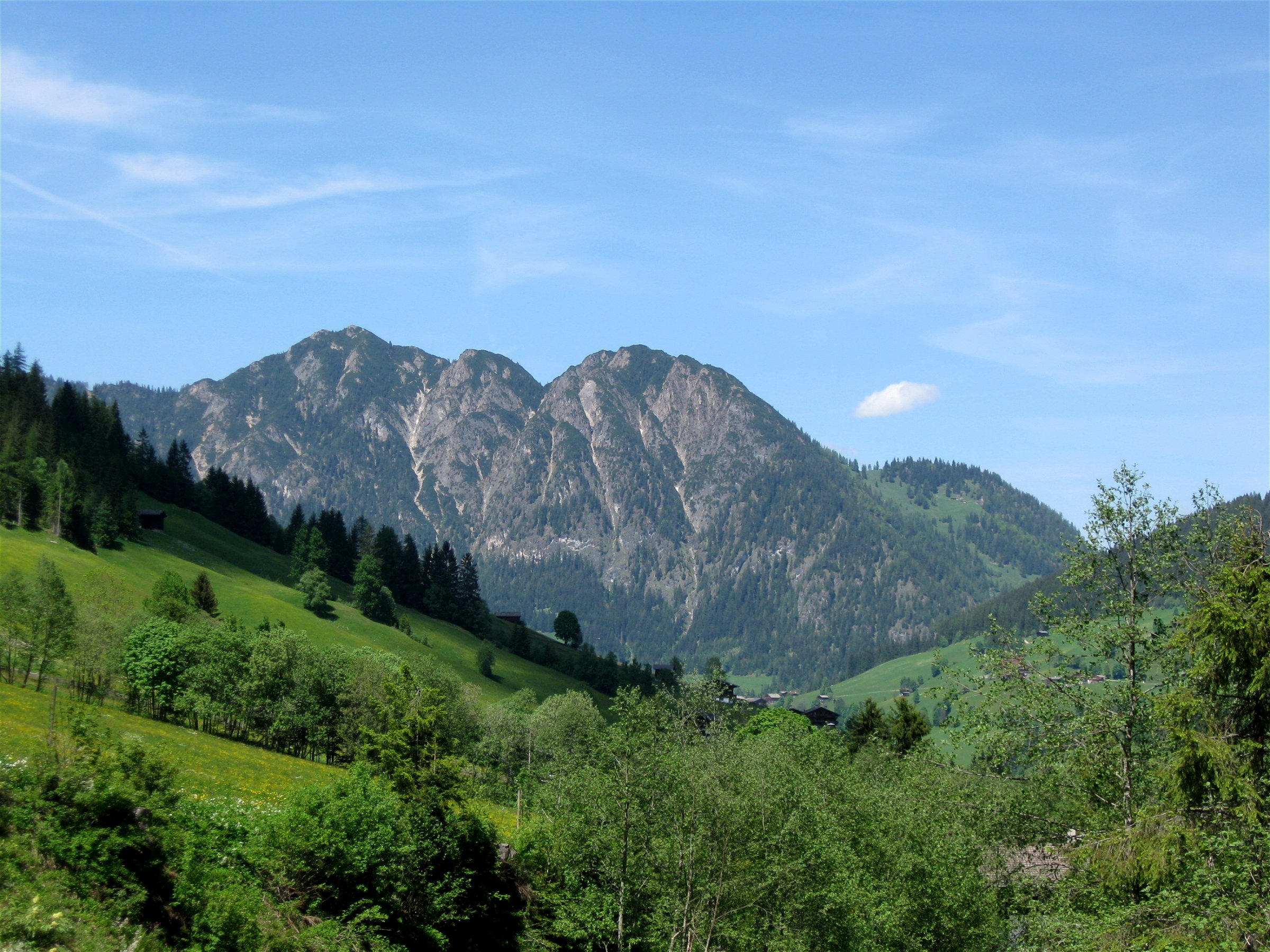

格拉特爾峰（德語：Gratlspitze），是奧地利的山峰，位於該國西部，由蒂羅爾州負責管轄，屬於基茨比爾阿爾卑斯山脈的一部分，海拔高度1,899米，每年平均降雨量1,806毫米。